# Andrés Stanovnik
Andrés Stanovnik (Buenos Aires, 15 dicembre 1949) è un arcivescovo cattolico argentino, dal 22 febbraio 2025 arcivescovo emerito di Corrientes.

## Biografia
Andrés Stanovnik è nato il 15 dicembre 1949 nella capitale Buenos Aires, città autonoma ed omonima arcidiocesi, sulla costa nord-orientale della Repubblica Argentina; proviene da una famiglia di origini slovene.

### Formazione e ministero sacerdotale
Dopo aver ricevuto l'istruzione primaria, ha cominciato quella secondaria e, durante la prima giovinezza, è entrato nell'Ordine dei frati minori cappuccini. Sentendo maturare la vocazione al sacerdozio, è entrato in seminario e si è iscritto all'Università El Salvador della capitale per gli studi in filosofia e teologia. Al termine del percorso, il 16 luglio 1978 ha emesso la professione solenne nei cappuccini ed ha ricevuto l'ordinazione sacerdotale il 2 settembre successivo, nel santuario della Madonna di Pompei a Buenos Aires, per imposizione delle mani di Sixto José Parzinger Foidl, vescovo titolare di Gaguari e vicario apostolico di Araucanía (Cile).
In seno al suo ordine, nei primi anni di ministero ha ricoperto in alternanza gli incarichi di direttore dei postulanti (1977-1978; 1980; 1982-1984) e maestro dei novizi (1979; 1981; 1985-1988); nel 1979 è stato nominato anche direttore nazionale del Movimento giovanile francescano, svolgendo il ruolo per una decade, ed è divenuto al contempo prima definitore provinciale dal 1981 al 1986, e poi vicario provinciale nel 1987 per un quinquennio. Nel 1989 è stato nominato superiore locale e parroco prima della chiesa di Nuestra Señora del Carmen a La Cumbre e poi della chiesa di Nuestra Señora de Pompeya a Mar del Plata.
Nel 1992 si è trasferito a Roma, in Italia, al fine di studiare teologia spirituale alla Pontificia Università Antonianum per un anno. È tornato in Argentina nel 1993, divenendo ministro provinciale, ma già nel 1994 il Capitolo generale dell'ordine lo ha eletto definitore generale, con sede nella Curia generalizia a Roma, dove è tornato ed è rimasto fino alla promozione all'episcopato.

### Ministero episcopale

#### Vescovo di Reconquista
Il 30 ottobre 2001 papa Giovanni Paolo II lo ha nominato vescovo di Reconquista; è succeduto a Juan Rubén Martínez, trasferito alla sede di Posadas il 25 novembre 2000. Ha ricevuto la consacrazione episcopale il 16 dicembre successivo, nella cattedrale dell'Immacolata Concezione a Reconquista, per imposizione delle mani del cardinale Jorge Mario Bergoglio, arcivescovo metropolita di Buenos Aires e futuro papa Francesco, assistito dai co-consacranti Juan Rubén Martínez, suo predecessore, Juan Rodolfo Laise, vescovo emerito di San Luis, Santos Abril y Castelló, arcivescovo titolare di Tamada e nunzio apostolico in Argentina nonché futuro cardinale, e Gustavo Arturo Help, vescovo di Venado Tuerto; ha preso possesso della diocesi durante la stessa cerimonia. Come suo motto episcopale ha scelto Hagan lo que él les diga, che tradotto vuol dire "Fate quello che vi dirà" (Giovanni 2, 5).
Il 7 luglio 2002 si è recato in Vaticano, assieme ad altri membri dell'episcopato argentino, per la visita ad limina apostolorum, allo scopo di discutere con il pontefice della situazione e dei problemi relativi alla sua diocesi.
Il 20 maggio 2005, durante la XXX assemblea ordinaria del Consiglio episcopale latinoamericano (CELAM), è stato eletto segretario generale del medesimo consiglio; è succeduto al dominicano Ramón Benito de La Rosa y Carpio, arcivescovo metropolita di Santiago de los Caballeros, che aveva terminato il proprio mandato nel 2004. Una settimana dopo, il 27 maggio, è stato ricevuto in udienza dal papa, insieme al cardinale Francisco Javier Errázuriz Ossa, arcivescovo metropolita di Santiago del Cile e presidente del CELAM.
In tale veste, è stato ricevuto assieme ai vertici del CELAM dal nuovo papa Benedetto XVI il 28 aprile 2005 ed il 23 febbraio dell'anno successivo.
Il 12 dicembre 2006 il papa lo ha nominato segretario generale della V conferenza episcopale latinoamericana, svoltasi dal 13 al 31 maggio 2007 ad Aparecida (Brasile), ed inaugurata dallo stesso pontefice durante il suo viaggio apostolico nel Paese sudamericano (9 – 14 maggio).
Poco dopo, il 12 luglio 2007 è stato eletto secondo vicepresidente del CELAM succedendo al brasiliano Geraldo Lyrio Rocha, arcivescovo metropolita di Mariana.

#### Arcivescovo metropolita di Corrientes

Stemma da arcivescovo metropolita di Corrientes.

Il 27 settembre 2007 papa Benedetto XVI lo ha promosso arcivescovo metropolita di Corrientes; è succeduto al settantaseienne Domingo Salvador Castagna, dimissionario per raggiunti limiti d'età dopo tredici anni di governo pastorale. Il 9 novembre successivo si è recato in Vaticano per essere ricevuto dal papa, insieme ai vertici del CELAM. Tornato in Argentina, ha preso possesso dell'arcidiocesi durante una cerimonia svoltasi nella cattedrale di Nostra Signora del Rosario a Corrientes il 16 dicembre seguente.
Il 29 giugno 2008, giorno della solennità dei Santi Apostoli Pietro e Paolo, si è recato presso la basilica di San Pietro in Vaticano, dove il pontefice gli ha imposto il pallio, simbolo di comunione tra la Santa Sede ed il metropolita; il giorno successivo, 30 giugno, è stato ricevuto in udienza dal papa insieme agli altri nuovi metropoliti.
Nel 2009 è tornato in Vaticano per due udienze: il 2 aprile per una seconda visita ad limina con i vescovi argentini ed il 4 giugno insieme ai vertici del CELAM.
Dopo la scomparsa improvvisa di Victor Selvino Arenhart, morto in un incidente stradale il 17 maggio 2010, è stato nominato amministratore apostolico della diocesi di Oberá; ha ricoperto l'incarico fino al 4 dicembre dello stesso anno, giorno dell'ingresso in diocesi del nuovo vescovo Damián Santiago Bitar.
Il 31 marzo 2011 si è recato per l'ultima volta in udienza dal papa insieme ai membri del CELAM, poiché il 19 maggio seguente ha terminato il suo incarico di secondo vicepresidente; gli è succeduto il brasiliano Dimas Lara Barbosa, arcivescovo metropolita di Campo Grande.
Nel settembre 2012 è stato invitato a presentare la posizione della Chiesa cattolica in merito al progetto di riforma del Codice civile e commerciale della Nazione. Nella sua presentazione, ha ritenuto che la riforma creerebbe "un'ingiusta discriminazione tra l'embrione umano impiantato e non impiantato" e una negazione del "diritto all'identità nei casi di fecondazione assistita eterologa". In modo più evidente, ha affermato di non eliminare l'appoggio della Chiesa cattolica, ma piuttosto di "far salire di livello" e "difendere il diritto di tutte le Chiese e comunità religiose ad essere riconosciute come soggetti di diritto e a potersi comportare nei loro affari interni in modo autonomo e senza interferenze statali".
Nel 2015 la Conferenza episcopale d'Argentina lo ha eletto come sostituto per prendere parte alla XIV assemblea generale ordinaria del Sinodo dei vescovi, svoltasi dal 4 al 25 ottobre successivi nella Città del Vaticano, con tema La vocazione e la missione della famiglia nella Chiesa e nel mondo contemporaneo; il 5 settembre dello stesso anno, il connazionale papa Francesco lo ha nominato membro della Pontificia commissione per l'America Latina.
Il 1º agosto 2017, con l'accettazione delle dimissioni del controverso Gustavo Oscar Zanchetta, accusato di abusi sessuali nonché di cattiva gestione economica e che lui stesso aveva ordinato vescovo, è stato nominato amministratore apostolico della diocesi di Orán; ha ricoperto l'incarico fino al 18 maggio 2018, giorno dell'ingresso in diocesi del nuovo vescovo Luis Antonio Scozzina.
Il 2 maggio 2019 ha compiuto una terza visita ad limina in Vaticano con i vescovi argentini.
In ambito della Conferenza episcopale d'Argentina è stato presidente della Commissione per l'apostolato dei laici e la pastorale familiare, organismo in cui attualmente ricopre il ruolo di delegato episcopale per la famiglia.
Il 22 febbraio 2025 papa Francesco ha accolto la sua rinuncia, presentata per raggiunti limiti di età, al governo pastorale dell'arcidiocesi di Corrientes; gli è succeduto l'arcivescovo coadiutore José Adolfo Larregain.

## Genealogia episcopale e successione apostolica
La genealogia episcopale è:
- Cardinale Scipione Rebiba
- Cardinale Giulio Antonio Santori
- Cardinale Girolamo Bernerio, O.P.
- Arcivescovo Galeazzo Sanvitale
- Cardinale Ludovico Ludovisi
- Cardinale Luigi Caetani
- Cardinale Ulderico Carpegna
- Cardinale Paluzzo Paluzzi Altieri degli Albertoni
- Papa Benedetto XIII
- Papa Benedetto XIV
- Papa Clemente XIII
- Cardinale Bernardino Giraud
- Cardinale Alessandro Mattei
- Cardinale Pietro Francesco Galleffi
- Cardinale Giacomo Filippo Fransoni
- Cardinale Carlo Sacconi
- Cardinale Edward Henry Howard
- Cardinale Mariano Rampolla del Tindaro
- Cardinale Antonio Vico
- Arcivescovo Filippo Cortesi
- Arcivescovo Zenobio Lorenzo Guilland
- Vescovo Anunciado Serafini
- Cardinale Antonio Quarracino
- Papa Francesco
- Arcivescovo Andrés Stanovnik, O.F.M.Cap.

La successione apostolica è:
- Vescovo Gustavo Oscar Zanchetta (2013)
- Vescovo Luis Antonio Scozzina, O.F.M. (2018)
- Arcivescovo José Adolfo Larregain, O.F.M. (2020)